# Shape of Despair (альбом)
Shape of Despair — сборник песен финской дум-метал-группы Shape of Despair, охватывающий весь период творчества группы, начиная от 1995 года и заканчивая 2005 годом. Издан в 2005 году.

## Запись
29 марта 2005 года музыканты отправились в студию Sundicoop Studios, расположенную в Савонлинне, для записи новой песни «Sleeping Murder», специально предназначенной для данного сборника. Весь процесс записи песни занял четыре дня.

## Список композиций
Треки 5 и 6 взяты из демо Alone in the Mist 1998 года.
Трек 7 взят с репетиционной ленты 1995 года.
| №                   | Название                          | Длительность |
| ------------------- | --------------------------------- | ------------ |
| 1.                  | «Sleeping murder»                 | 8:34         |
| 2.                  | «Night’s dew»                     | 4:15         |
| 3.                  | «Sylvan-night»                    | 10:23        |
| 4.                  | «Quiet these paintings are-outro» | 12:02        |
| 5.                  | «To adorn»                        | 8:51         |
| 6.                  | «Shadowed dreams»                 | 9:41         |
| 7.                  | «In the mist»                     | 9:51         |
| Общая длительность: | Общая длительность:               | 1:03:37      |

## Участники записи
- Паси Коскинен[англ.] — вокал в 1 треке
- Наталья Коскинен — вокал в 1,3 и 4 треках
- Ярно Саломаа[англ.] — гитара, синтезатор во всех треках
- Томи Уллгрен (фин. Tomi Ullgren) — гитара в треках 1,2 и 3; бас в треках 4,5,6 и 7
- Сами Ууситало[англ.] — бас в треке 1
- Саму Руотсалайнен (фин. Samu Ruotsalainen) — ударные в треках 1 и 2
- Toni Maensivu — вокал в треках 3,5 и 6; ударные в треках 3,5,6 и 7.
- Azhemin — вокал в треке 4.

## Выпуск и продвижение
Первоначально выход сборника был намечен на 27 июля 2005 года, однако затем дата была отодвинута на 3 августа.